# Morra
Den här artikeln behandlar en lek. För djurlätet, se morrande.

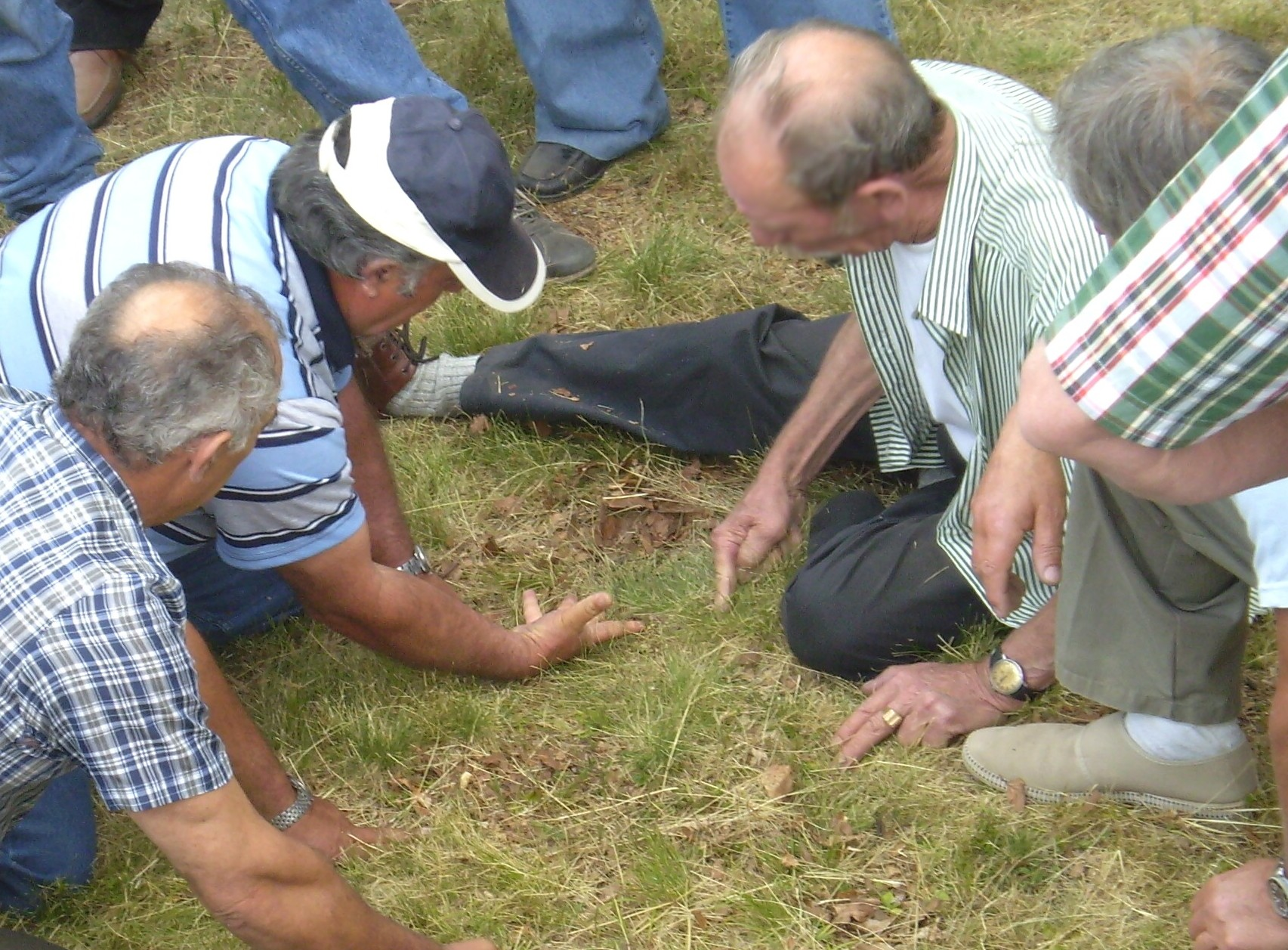
Morraspelare.

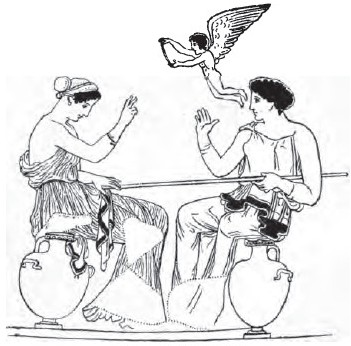
Morraspelare år 1887.

Morra är ett gammalt italienskt fingerspel som förekom redan i antikens Grekland och Rom då det kallades digitis micare (latin, "glimma med fingrarna").
Spelet påminner om sten, sax, påse och finns i flera olika varianter. Två, eller ibland flera, deltagare visar i ett visst ögonblick upp ett antal fingrar, och säger samtidigt hur många fingrar han/hon gissar att det sammanlagt visas upp. Om båda gissar rätt eller fel går spelet vidare, men om någon gissar rätt vinner denne lika många poäng som det totala antalet fingrar som visats upp.
Poängen kan omvandlas till pengar om man är lagd för äventyrligt spel.